# Vireo approximans
A Vireo approximans a madarak osztályának verébalakúak (Passeriformes) rendjébe és a lombgébicsfélék (Vireonidae) családja tartozó faj.

## Rendszerezése
A fajt Robert Ridgway amerikai ornitológus írta le 1884-ben. A szervezetek egy része a vastagcsőrű lombgébics (Vireo crassirostris) alfajaként tartja nyilván, Vireo crassirostris approximans néven, de szerepel Vireo pallens approximans néven is.

## Előfordulása
A Karib-térségben, a Kolumbiához tartozó Santa Catalina szigetén honos.

## Természetvédelmi helyzete
A Természetvédelmi Világszövetség Vörös listáján nem szerepel.